# 日本国際情報学会
日本国際情報学会（にほんこくさいじょうほうがっかい、英称：Japanese Society for Global Social and Cultural Studies、略称：gscs）は、国際的視野にたって、日本を取り巻く諸問題を調査、研究するために設立された日本の学会である。
日本国際情報学会設立の目的として、日本語で思索する全世界の同学のフォーラムを形成する。その目的達成のため、学会機関誌 『国際情報研究』を編集し全世界に読者を求めるため、インターネットにて公開発行している。研究内容は幅の広いジャンルを網羅しており、新たな学術的価値創造を可能とする。
学会の会員は産学官に属する幅広い分野で活躍する人材で構成され、その取り扱う範囲は国際的視野にたって、日本を取り巻く諸問題を調査、研究するための活動している。
2009年7月23日に日本学術会議より協力学術研究団体として承認され、現在研究部会などの活動を活性化させている。。
事務局を静岡県立大学国際関係学部　諏訪一幸研究室に置いている。
会長 　近藤大博　副会長　木村栄宏　佐々木健

## 日本国際情報学会誌
日本国際情報学会は、学会の活動成果の発表を目的に日本国際情報学会誌『国際情報研究 』を発行している。
2013年度、第10号(2013年12月発行)の研究論文(審査論文)より科学技術振興機構のJ-STAGEに掲載している。

## 分科会
- 情報活用研究部会
- 日本現近代史研究部会
- 文化情報研究部会
- 愛知（ＰＨ）研究部会
- 中国事情研究部会
- 安全保障研究部会
- ファミリービジネス研究部会
- 国際開発研究部会